# Нове Сівяково
Нове Сівя́ково (рос. Новое Сивяково) — село у складі Читинського району Забайкальського краю, Росія. Входить до складу Сівяковського сільського поселення.

## Історія
Село утворено 2013 року шляхом виділення зі складу села Сівяково.